# Katedra św. Mikołaja Biskupa w Kaliszu
Katedra św. Mikołaja Biskupa w Kaliszu – zabytkowy kościół, którego budowę w stylu gotyckim rozpoczęto przed 1257 rokiem, rozbudowano w XIV i XVII wieku. W XIX wieku nadbudowano wieżę. Od 1992 r. katedra diecezji kaliskiej.

## Historia i architektura
Kościół rozpoczęto budować przed 1257 rokiem, a jego fundatorem był książę kaliski Bolesław Pobożny wraz z żoną, księżną Jolentą. Za życia Bolesława Pobożnego zbudowano częściowo prezbiterium, dwuprzęsłową zakrystię i płaską przybudówkę empory dla księcia. Prezbiterium i zakrystię dokończył pod koniec XIII wieku warsztat czeski, przypuszczalnie za życia kolejnego księcia Przemysła II.
W połowie XIV wieku zbudowano od zachodu gotycką wieżę, a po jej ukończeniu zbudowano trójnawowy korpus kościoła w postaci gotyckiej hali z czterema przęsłami. Przypuszczalnie była to inicjatywa króla Kazimierza Wielkiego, który oddał kościół pod opiekę kanoników laterańskich (przebywali w Kaliszu do 1810 roku). W 1441 arcybiskup gnieźnieński Wincenty Kot wyniósł kościół do godności kolegiaty zakonnej. W 1448 roku kanonicy laterańscy wznieśli stojący przy kościele gotycki budynek pełniący funkcję klasztoru, połączony w latach 1538-1822 z kościołem krytym przejściem.
W 1609 roku kościół się spalił, w związku z czym odbudowano go w latach 1612-1639 pod kierunkiem architekta Albina Fontany, który nadbudował mury i założył nowe sklepienia kolebkowe z dekoracją stiukowe w typie lubelsko-kaliskim. Ołtarz główny barokowy zbudowano w 1662. W 1706 roku spalił się dach i w wyniku pożaru zawaliła się wyniosła wieża kościelna. W 1822 r. świątynia stała się na powrót kościołem diecezjalnym. W latach 1869–1876 dokonano renowacji kościoła oraz zbudowano nowe zwieńczenie wieży w stylu neogotyckim wg projektu Franciszka Tournella. Do wieży dostawiono także w tym okresie neogotycką kaplicę grobową.

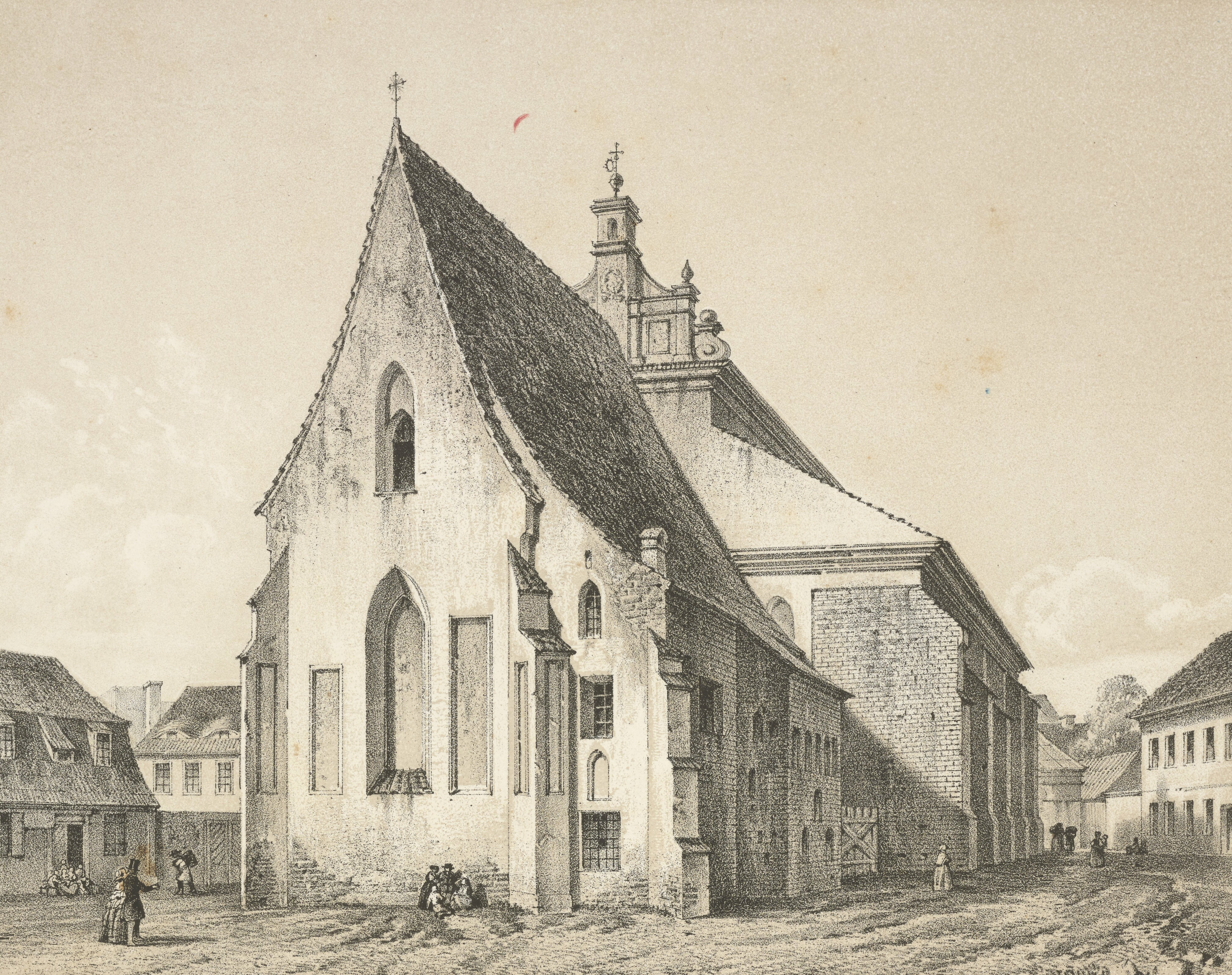
Widok kościoła przed 1858

Około 1895 roku w dawnej zakrystii i kapitularzu urządzono kaplicę Matki Boskiej Pocieszenia, zwanej też "Pod Orłami". W 1909 roku witraże i polichromię w tej kaplicy wykonał Włodzimierz Tetmajer. Ściany zdobią piastowskie orły i postacie polskich świętych i błogosławionych. Z kolei witraże przedstawiają m.in. Matkę Bożą Częstochowską oraz Matką Bożą Ostrobramską. Obraz w kaplicy to "Alegoria Umarłej Polski" i scena z księżną Jolantą i Bolesławem Pobożnym. Wystrój kaplicy na żądanie rosyjskich zaborców został częściowo zamalowany, lecz odtworzono go w 1932 roku po odzyskaniu przez Polskę niepodległości.
Prezbiterium dekorowane jest malowidłami Włodzimierza Tetmajera i jest on również autorem witraży w nawie głównej. Pozostała część malowideł z 1905 roku w prezbiterium to dzieło S.Rudzińskiego, S.Jasińskiego i B.Wiśniewskiego.
Ingres pierwszego biskupa kaliskiego Andrzeja Wołłowicza do kościoła św. Mikołaja Biskupa w Kaliszu odbył się 4 lipca 1819.
W 1973 roku z kościoła zaginął obraz Zdjęcie z krzyża, pochodzący z pracowni Petera Paula Rubensa, zakupiony w Antwerpii w 1620 i sprowadzony do Kalisza w 1621 przez posła królewskiego Piotra Żeromskiego. Według oficjalnej, wówczas przyjętej wersji, obraz spłonął podczas pożaru w nocy z 13 na 14 grudnia. Według innych źródeł pożar mógł zostać wzniecony dla zatarcia śladów kradzieży.
W katedrze pochowany jest m.in. Stanisław Kobierzycki.
W kościele ochrzczeni zostali m.in. Adam Asnyk i Mieczysław Smorawiński, a ślub wzięła Maria Konopnicka.
W 1992 kościół podniesiony przez Jana Pawła II do rangi katedry diecezji kaliskiej.
W 2016 w Niedzielę Miłosierdzia Bożego do katedry sprowadzono relikwie św. Faustyny Kowalskiej.
Na dziedzińcu kościelnym zachował się zbudowany w 1448 roku budynek dawnego konwentu kanoników laterańskich, który do 2014 roku był siedzibą biskupa diecezjalnego.

## Organy
Organy katedralne zostały złożone przez Jana Drozdowicza z Poznania z części różnego pochodzenia. Mają 22 głosy i trakturę elektro-pneumatyczną. 
Dyspozycja instrumentu:
| Manuał I         | Manuał II           | Pedał             |
| ---------------- | ------------------- | ----------------- |
| 1. Bordun 16'    | 1. Hornprinzipal 8' | 1. Subbas 16'     |
| 2. Prinzipal 8'  | 2. Spitz-Gamba 8'   | 2. Oktavbass 8'   |
| 3. Dulzflöte 8'  | 3. HohlFlöte 8'     | 3. Gedecktbass 8' |
| 4. Nachtorn 8'   | 4. Oktav 4'         | 4. Choralbass 4'  |
| 5. Oktav 4'      | 5. Blockflöte 4'    | 5. Flöte 4'       |
| 6. Rohrflöte 4'  | 6. Sesquialtera 2f  |                   |
| 7. Nasat 2 2/3'  | 7. Dulzian 8'       |                   |
| 8. Superoktav 2' |                     |                   |
| 9. Mixtur 4-8f   |                     |                   |
| 10. Trompete 8'  |                     |                   |

## Dzwony
Na wieży wiszą trzy staliwne dzwony odlane w 1910 lub 1912 roku, w Bochum. Mają one w znacznym stopniu zatarte inskrypcje. Na wieży do czasu II wojny światowej rozbrzmiewał niemal 4-tonowy dzwon św. Mikołaja, odlany w ludwisarni Czerniewiczas pod Warszawy. Dzwon służył niespełna trzy dekady, gdy podczas działań wojennych został zdemontowany i wywieziony. W późniejszym czasie instrument, choć bezpowrotnie uszkodzony, odnalazł się na wrocławskim złomowisku. Wrócił do Kalisza i obecnie stoi między kościołem a plebanią.
|              | Imię    | Waga (kg)   | Ton  | Średnica | Odlewnia                |
| ------------ | ------- | ----------- | ---- | -------- | ----------------------- |
| Mały dzwon   | Teresa  | ok. 750 kg  | fis' | 125 cm   | Bochumer Verein, Bochum |
| Średni dzwon | Florian | ok. 1200 kg | e'   | 138 cm   | Bochumer Verein, Bochum |
| Duży dzwon   | Mikołaj | ok. 1850 kg | cis' | 160 cm   | Bochumer Verein, Bochum |

## Galeria

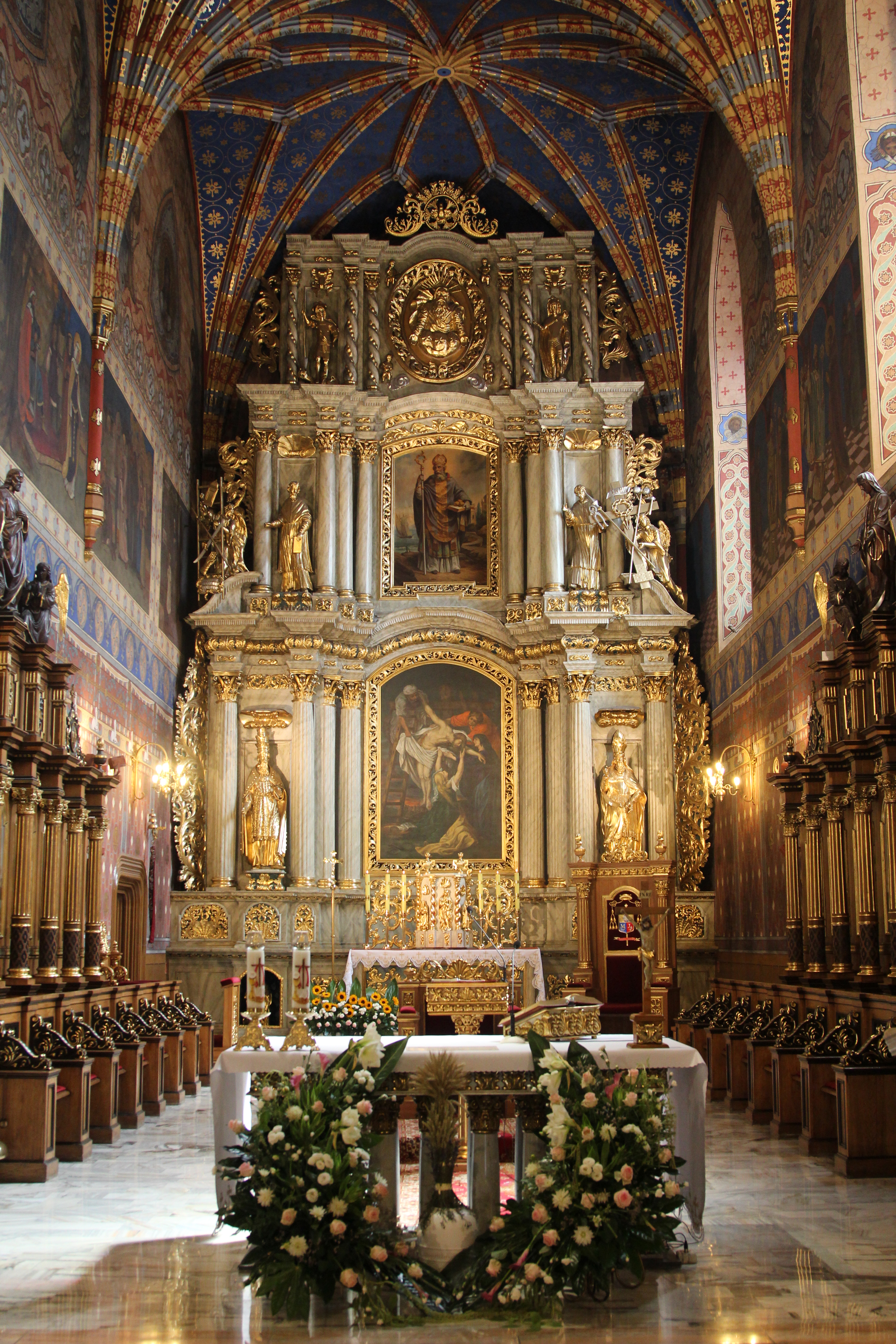
Prezbiterium i wielki ołtarz (2019)
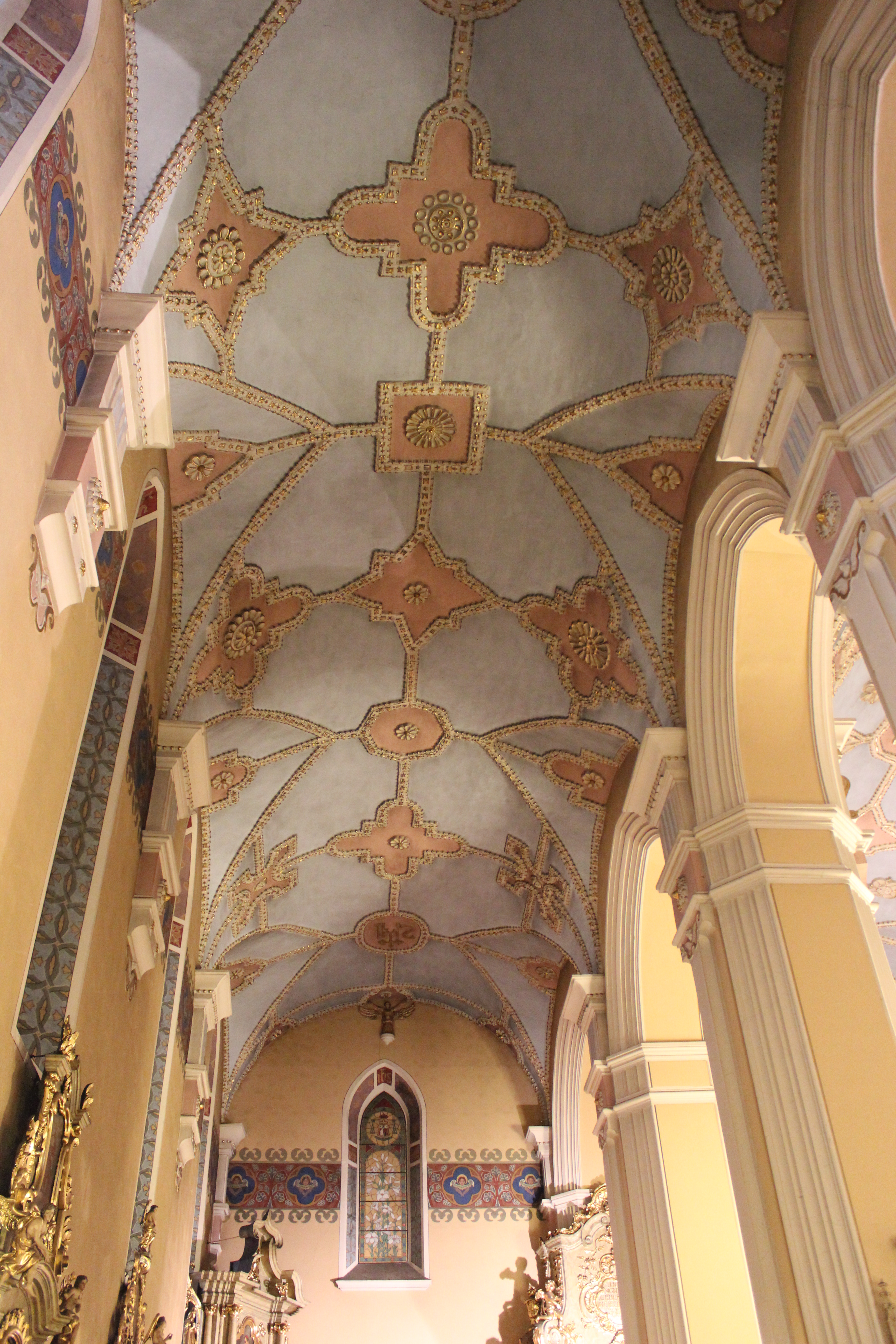
Sklepienie z XVII wieku ze stiukami w typie lubelsko-kaliskim
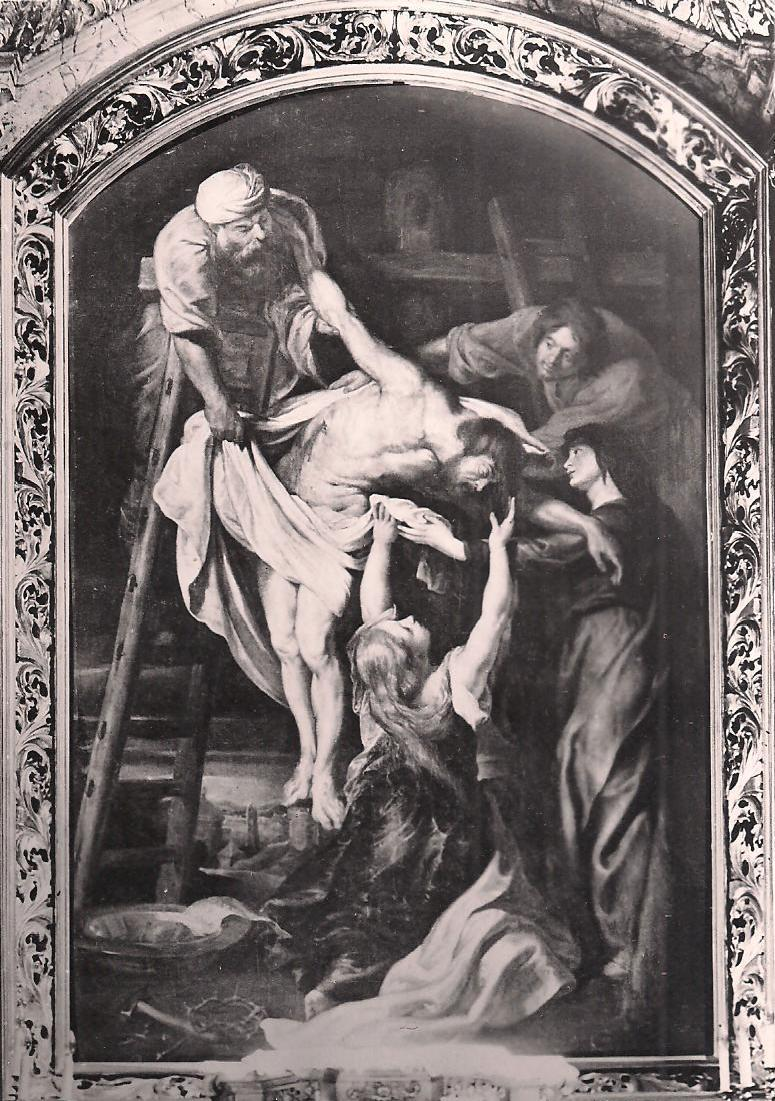
Peter Paul Rubens (?), Zdjęcie z krzyża, 1615–1617 (zaginiony)
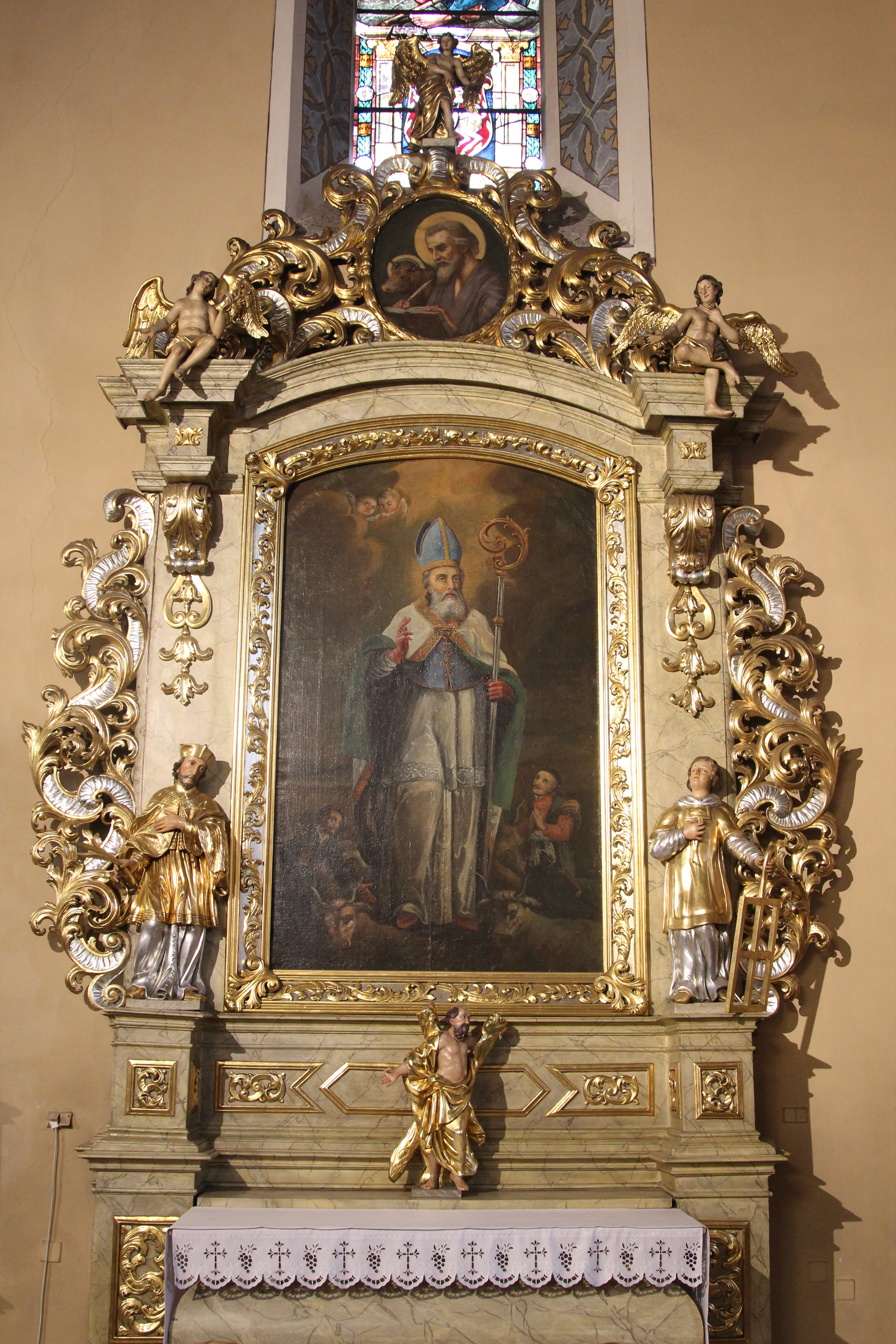
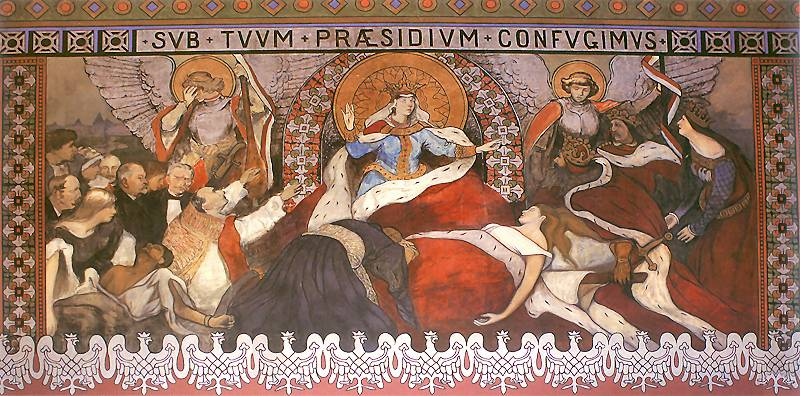
Włodzimierz Tetmajer, Alegoria umarłej Polski, 1895